# Shin Eun-jung
Shin Eun-jung (hangul: 신은정; ur. 3 stycznia 1974 w Pusan) – południowokoreańska aktorka. Zadebiutowała w 1992 roku jako aktorka teatralna.

## Filmografia

### Seriale
- 바람의 노래 (SBS 1998)
- 겨울 지나고 봄 (SBS 1998)
- Kaist (SBS 1999)
- Ladies of the Palace (SBS 2001)
- King's Woman (SBS 2003)
- Lotus Flower Fairy (SBS 2004)
- Terms of Endearment (KBS2, 2004)
- The Legend (MBC 2007)
- Powerful Opponents (KBS2 2008)
- East of Eden (MBC 2008)
- Tae-hee, Hye-gyo, Ji-hyun! - gościnnie (MBC 2009)
- Pure Pumpkin Flower (SBS 2010)
- Faith (SBS 2012)
- Daddy's Sorry (CSTV 2012)
- Misaeng (tvN 2014)
- Abiding Love Dandelion (KBS2 2014)
- RESET (OCN 2014)
- Endless Love (SBS 2014)
- One Hundred Years of the Bride (CSTV 2014)
- Touching Times (KBS2 2014)
- Hwajeong (MBC 2015)
- Hyde Jekyll, na - gościnnie (SBS 2015)
- Sollomon-ui hwijung (jTBC 2016)
- Working mom yuka daddy (MBC 2016)
- Dangsin-i jamdeun saie jako Kim Joo-young (cameo) (SBS 2017)
- Doduknom, doduknim (MBC 2017)
- Yeokjuk: baegseong-eul humchin dojeog (MBC 2017)
- Mubeop byeonhosa jako Choi Jin-ae (tvN 2018)

### Filmy
- Ahmijimong (2001)
- Over the Rainbow (2002)
- Fox Rain (2002)
- Two Faces of My Girlfriend (2007)
- Living Death (2009)
- Canola (2016)

## Nagrody i nominacje
| Rok  | Ceremonia        | Kategoria                                     | Nominowany   | Rezultat  |
| ---- | ---------------- | --------------------------------------------- | ------------ | --------- |
| 2008 | MBC Drama Awards | Golden Acting Award, Supporting Actress       | East of Eden | Wygrana   |
| 2012 | SBS Drama Awards | Special Acting Award, Actress in a Miniseries | Faith        | Nominacja |